# Čoga Zanbil
Čoga Zanbil (pers.: چغازنبيل, Čoḡā Zanbīl ili Chogha Zanbil - „Korpa-humak”; elam. Dur Untaš - „Untašov grad”) je drevni kompleks koji su izgradili Elamiti oko 1250. p. n. e., u današnjoj iranskoj pokrajini Huzestan. Nalazi se oko 42 km jugozapadno od Dezfula, 30 km zapadno od Suze i 80 km severno od Ahvaza. U njemu se nalazi jedan od retkih sačuvanih zigurata izvan Mesopotamije, zbog čega je upisan na Uneskov spisak mesta svetske baštine u Aziji i Okeaniji 1979. godine.

## Istorija i odlike
Čoga Zanbil je izgradio elamitski kralj Untaš Napiriša (1275. - 1240. p. n. e.) oko 1250. p. n. e. u čast boga Inšušinaka, zaštitnika grada Suse. Najverovatnije nije nikada bio naseljen, osim sveštenika i njihovih sluga. Neki naučnici veruju, zbog mnogih verskih građevina u Čogi Zanbilu, da je kralj Untaš želeo da napravi novo versko središte koje bi zamenilo Susu, a u kojem bi se poštovali bogovi i iz nizinskih i planinskih delova njegovog kraljevstva.
Kompleks štite tri koncentrična prstena zidina koji čine područja koja se danas nazivaju „gradskim četvrtima”. Unutrašnje područje (temenos) je sveto i središnje mesto zauzima veliki zigurat izgrađen preko starijeg hrama sa skladištem, koji je takođe izgrašen po nalogu Untaš-Napiriša. Zigurat je najbolje sačuvan i najveći od svih mesopotamskih zigurata. Danas je visok samo 25 m jer su njegova dva gornja sprata uništena. Ranije je imao visinu od oko 60 m. Za razliku od mesopotamskih zigurata koji su obično imali tri otvorena stepeništa, ovaj je imao samo jedno nadsvođeno lukovima tako da se hram na vrhu nije mogao videti s dna.
Srednje područje je ispunjeno sa 11 hramova manjih božanstava, a veruje se kako je izvorno bilo planirana izgradnja 22 hrama, ali nakon kraljeve smrti njegovi naslednici su napustili ovaj kompleks. Ovalni zid je okruživao ovo područje i između njega i trećeg, spoljašnjeg područja, je golemi prazan prostor.
Spoljašnje područje je bilo mesto tri kraljevske palate, malog hrama s velikim dvorištem na gradskim vratima, te groblja s pet podzemnih kraljevskih grobnica. Okruženo je trapezastim zidom i trebalo je da bude ispunjeno stambenim zgradama koje nikada nisu dovršene, a o čemu svedoče hiljade neiskorištenih opeka. Kako bi se ovaj nedovršeni grad napajao vodom, unapred je izgrađena cisterna od koje je devet zatvorenih kanala vodilo do grada, a koja se napajala vodom kanalom dugim više od 50 km prema planinama.
Kompleks je na kraju uništio asirski kralj Asurbanipal 640. p. n. e.
Arheolog Roman Ghirshman je istraživao ovaj lokalitet u šest navrata od 1951. do 1961. godine. Tada je pronađen veliki broj skulptura, glavica, životinja i amuleta, te ostaci dva panela od slonovače.
Ovaj zigurat se smatra najbolje očuvanim primerom stepenasto piramidnog monumenta i kao takav je pod UNESCO zaštitom. Godine 1979, Čoga Zanbil je postao prva iranska lokacija koja je upisana u Uneskov spisak svetske baštine.

## Arheologija
Čoga Zanbil je bio eskaviran tokom šest sezona u periodu između 1951 i 1961. Tim radovima je rukovodio Roman Giršman.

## Pretnje
Istraživanje nafte zbog povećane globalne potražnje ugrožava temelje lokacije, pošto su preduzeta različita seizmička ispitivanja kako bi se istražile rezerve nafte. Iskopavanje nafte je preduzeto na udaljenosti od čak 300 m (984 ft) od zigurata.

## Galerija
- Zigurat od Dur Untaša
- Profilni pogledDur Untash zigurat strukture
- Slične strukture zigurata u Iraku: zigurat Dur-Kurigalzu
- Slične strukture zigurata u Iraku: Zigurat iz Uraa
- Zigurat u Čoga Zanbilu je jedan od glavnih zigurata
- Čoga Zonbil
- Zastakljena (prvobitno plava) ploča na vratima. Elamski klinopisni natpis glasi „Palata Untaš-Napiriša, kralja Elama“. 13. vek pre nove ere. Iz Čoga Zanbila, Iran. Britanski muzej

## Literatura
- D. T. Potts, The Archaeology of Elam: Formation and Transformation of an Ancient Iranian State, Cambridge University Press. 1999.  978-0-521-56496-0.
- Roman Ghirshman, La ziggourat de Tchoga-Zanbil (Susiane), Comptes-rendus des séances de l'Académie des Inscriptions et Belles-Lettres. . 98. Недостаје или је празан параметар |title= (помоћ) lien Issue 2, pp. 233–238, 1954
- Roman Ghirshman, Campagne de fouilles à Tchoga-Zanbil, près de Suse, Comptes-rendus des séances de l'Académie des Inscriptions et Belles-Lettres. . 99 (1). 1955: 112—113. Недостаје или је празан параметар |title= (помоћ),
- Roman Ghirshman, Cinquième campagne de fouilles à Tchoga-Zanbil, près Suse, rapport préliminaire (1955–1956), Comptes-rendus des séances de l'Académie des Inscriptions et Belles-Lettres. . 100 (3). 1956: 335—345. Недостаје или је празан параметар |title= (помоћ),
- Roman Ghirshman, Les fouilles de Tchoga-Zanbil, près de Suse (1956), Comptes-rendus des séances de l'Académie des Inscriptions et Belles-Lettres. . 100 (2). 1956: 137—138. Недостаје или је празан параметар |title= (помоћ),
- Roman Ghirshman, VIe campagne de fouilles à Tchoga-Zanbil près de Suse (1956–1957), rapport préliminaire, Comptes-rendus des séances de l'Académie des Inscriptions et Belles-Lettres. . 101 (3). 1957: 231—241. Недостаје или је празан параметар |title= (помоћ),
- Roman Ghirshman, FouiIles de Tchoga-Zanbil près de Suse, complexe de quatre temples, Comptes-rendus des séances de l'Académie des Inscriptions et Belles-Lettres. . 103 (1). 1959: 74—76. Недостаје или је празан параметар |title= (помоћ),
- Roman Ghirshman, VIIe campagne de fouilles à Tchoga-Zanbil, près de Suse (1958–1959), rapport préliminaire, Comptes-rendus des séances de l'Académie des Inscriptions et Belles-Lettres. . 103 (2). 1959: 287—297. Недостаје или је празан параметар |title= (помоћ),
- P. Amiet, Marlik et Tchoga Zanbil, Revue d'Assyriologie et d'Archéologie Orientale. . 84 (1). 1990: 44—47. Недостаје или је празан параметар |title= (помоћ),
- Crüsemann, Nicola; Ess, Margarete van; Hilgert, Markus; Salje, Beate; Potts, Timothy (2019). Uruk: First City of the Ancient World (на језику: енглески). Getty Publications. стр. 325. ISBN 978-1-60606-444-3.
- „Search Entry”. www.assyrianlanguages.org. Приступљено 2020-07-30.
- „The Ziggurat of Ur”. British Museum. Приступљено 24. 11. 2017.

„Tchogha Zanbil”. UNESCO World Heritage Centre. Приступљено 15. 7. 2017. „It is the largest ziggurat outside of Mesopotamia and the best preserved of this type of stepped pyramidal monument.”
- Matthews, R; Nashli, H. F., ур. (2013). The Neolithisation of Iran: the formation of new societies. Oxford: British Association for Near Eastern Archaeology and Oxbow Books. стр. 272.
- Fazeli, H.; Beshkani A.; Markosian A.; Ilkani H.; Young R. L. (2010). „The Neolithic to Chalcolithic Transition in the Qazvin Plain, Iran: Chronology and Subsistence Strategies”. Archäologische Mitteilungen aus Iran and Turan (41): 1—17.
- George, Andrew R. (2007). „The Tower of Babel: Archaeology, history, and cuneiform texts” (PDF). Archiv für Orientforschung. 2005/2006 (51): 75—95.
- Harris, Stephen L. (2002). Understanding the Bible. McGraw-Hill. стр. 50—51. ISBN 9780767429160.
- „MS 2063 - The Schoyen Collection”. www.schoyencollection.com (на језику: енглески). Приступљено 2020-07-30.
- Held, Colbert C. (University of Nebraska) (2018). Middle East Patterns, Student Economy Edition: Places, People, and Politics (на језику: енглески). Routledge. стр. 63. ISBN 978-0-429-96199-1. Архивирано из оригинала 15. 4. 2021. г. Приступљено 17. 3. 2021.
- Booth, Charlotte (29. 4. 2020). How to Survive in Ancient Egypt (на језику: енглески). Pen and Sword History. стр. 13. ISBN 978-1-5267-5352-6.
- Oppenheimer, A. Leo (1977). Ancient Mesopotamia. Chicago: University of Chicago Press. ISBN 0-226-63187-7.
- Tillison, Malachi (1993). Sumer and the Sumerians. New York: Cambridge University Press. ISBN 0-521-38850-3.
- Crawford, Harriet (1993). Sumer and the Sumerians. New York: Cambridge University Press. ISBN 0-521-38850-3.
- Black, J.A.; Green, A. „Ziggurat”.  Ур.: Bienkowski, P.; Millard, A. Dictionary of the Ancient Near East. London: British Museum. стр. 327—328.
- Beck, Roger B.; Black, Linda; Krieger, Larry S.; Naylor, Phillip C.; Dahia Ibo Shabaka (1999). World History: Patterns of Interaction. Evanston, IL: McDougal Littell. ISBN 0-395-87274-X.
- Busink, T. (1970). „L´origine et évolution de la ziggurat babylonienne”. Jaarbericht van het Vooraziatisch-Egyptisch Genootschap Ex Oriente Lux. 21: 91—141.
- Chadwick, R. (новембар 1992). „Calendars, Ziggurats, and the Stars”. The Canadian Society for Mesopotamian Studies Bulletin. Toronto. 24: 7—24.
- Killick, R.G. „Ziggurat”.  Ур.: Turner, J. The Dictionary of Art. 33. New York & London: Macmillan. стр. 675—676.
- Leick, Gwendolyn (2002). Mesopotamia: The Invention of the City. Penguin Books. ISBN 0-14-026574-0.
- Lenzen, H.J. (1942). Die Entwicklung der Zikurrat von ihren Anfängen bis zur Zeit der III. Dynastie von Ur. Leipzig.
- Roaf, M. (1990). Cultural Atlas of Mesopotamia and the Ancient Near East. New York. стр. 104–107.
- Stone, E.C. (1997). „Ziggurat”.  Ур.: Meyers, E.M. The Oxford Encyclopedia of Archaeology in the Near East. 5. New York & Oxford: Oxford. стр. 390—391.

## Spoljašnje veze
- Dur Untaš Архивирано на веб-сајту  (10. новембар 2016) na Liviusu
- Borba za očuvanje Čonge Zanbil na Iranmania.com.